# Costa del Sole
La Costa del Sole è un tratto costiero dell'isola d'Elba che si stende tra i comuni di Marciana e Campo nell'Elba, nella parte sud-occidentale dell'isola.
Il tratto di costa, lungo poco più di 10 km, è quello incorniciato dagli abitati di Colle d'Orano e di Cavoli, ed è dominato dalla mole del Monte Capanne.

## Origine del nome

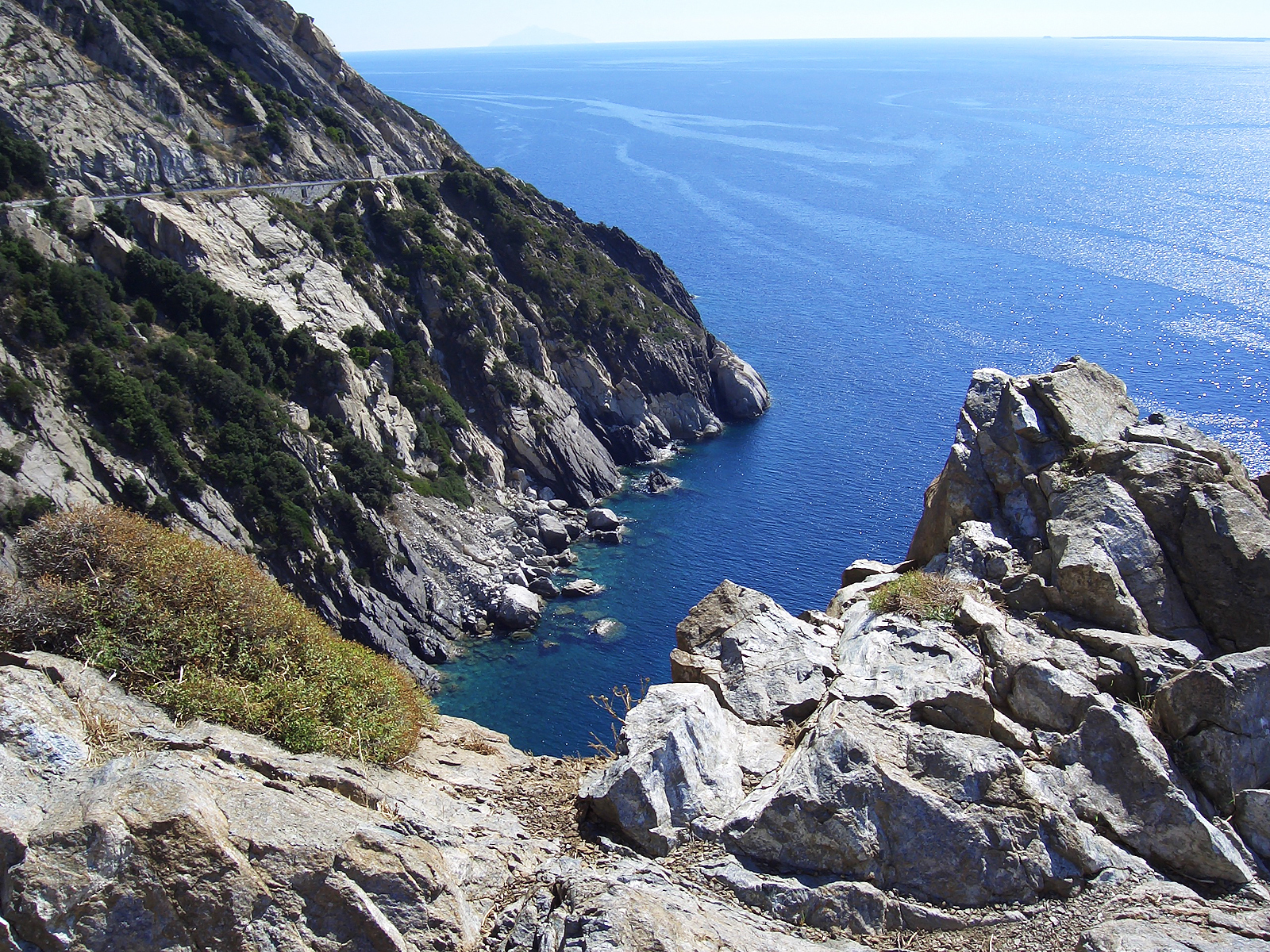
Come si presenta la costa nei pressi di Chiessi

Il nome dato a questo tratto di costa, di recente istituzione ma già attestato nel 1951 all'interno della pubblicazione Marine d'Italia del Touring Club Italiano, deriva dal fatto che in questa zona il clima è particolarmente mite, con poche piogge e temperature piuttosto alte durante tutto l'anno. Inoltre, essendo il versante sud-ovest dell'isola, qui il sole risplende tutto il giorno fino a quando non tramonta, donando colori rossastri alle rocce di granodiorite.

## Descrizione
La Costa del Sole, come praticamente gran parte dell'isola, si distingue per l'aspetto montuoso e l'irregolarità delle coste che offre calette, baie sabbiose, insenature e scogliere inaccessibili. Le caratteristiche morfologiche derivano dall'origine plutonica che ha formato un picco di oltre 1000 metri, il Monte Capanne, che domina tutta la costa e ne determina il clima mite. La Costa del Sole è caratterizzata dalla costante presenza della granodiorite coronata dalle rocce metamorfiche di contatto, ricoperte da gariga di cisto, rosmarino, lavanda selvatica, elicriso, macchia mediterranea e terrazzamenti a vigna.

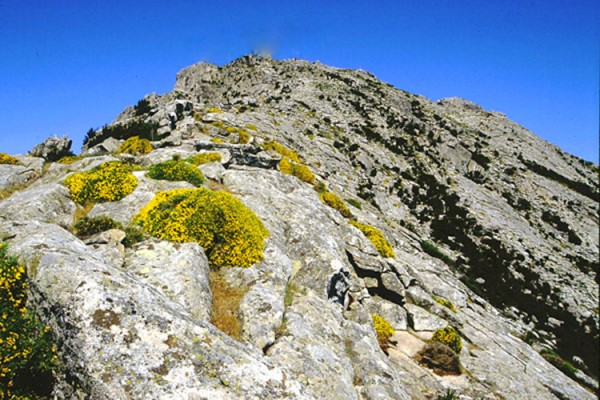
Monte Capanne

### Clima
Il clima è straordinariamente mite anche in inverno, di tipo subtropicale e quindi caratterizzato da estati calde e inverni molto umidi. Le piogge sono piuttosto irregolari e spesso durante la stagione estiva si registrano prolungati periodi di siccità, mentre negli inverni particolarmente freddi può capitare di vedere la cima del Monte Capanne imbiancata da un leggero manto di neve che si scioglie dopo poche ore. Difatti il clima lo si può categorizzare come appartenente alla regione xerotermica (sottoregione mediterranea), che influisce molto anche sulla vegetazione. D'altra parte, lungo questa costa le temperature sono particolarmente miti e le piogge più rare poiché il Monte Capanne è in grado di fermare parte delle perturbazioni nuvolose provenienti da nord che portano piogge, cosicché il clima del versante sud-occidentale risulta essere molto più secco del versante settentrionale.

### Ambiente naturale

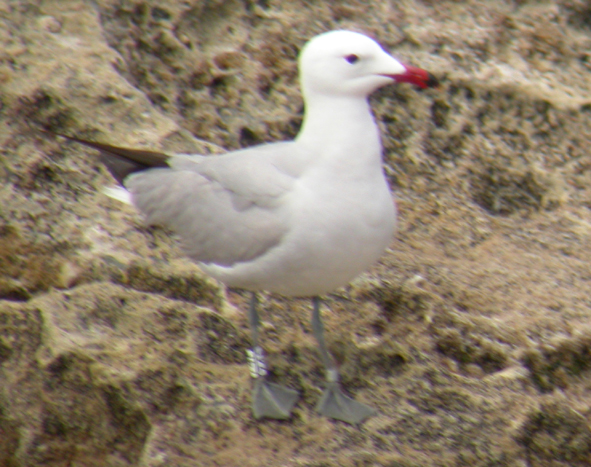
Gabbiano corso

L'ambiente naturale è quello tipico mediterraneo e dell'isola d'Elba. La formazione vegetale più diffusa è costituita dalla macchia mediterranea, che sale sulle pendici del Monte Capanne. 
Tra gli esemplari della fauna si annoverano specie quali il raro gabbiano corso, il venturone corso, il sordone, la raganella tirrenica, il discoglosso sardo e il geco tirrenico o tarantolino, il corvo imperiale, il gheppio, il falco pellegrino. I mammiferi terrestri sono quelli tipici dell'ambiente mediterraneo, come il riccio e la martora.

## Località
Lungo la costa sorgono pittoreschi abitati e località turistiche con rinomate spiagge. Partendo da nord, vi sono i borghi di Colle d'Orano, Chiessi e Pomonte, facenti parte del comune di Marciana, mentre proseguendo verso sud si incontrano Fetovaia, Seccheto e Cavoli, questi ultimi appartenenti al comune di Campo nell'Elba. Se la parte di costa appartenente al comune di Campo nell'Elba è fortemente turistica quasi tutto l'anno, quella sotto Marciana è attraversata da un turismo più di nicchia.

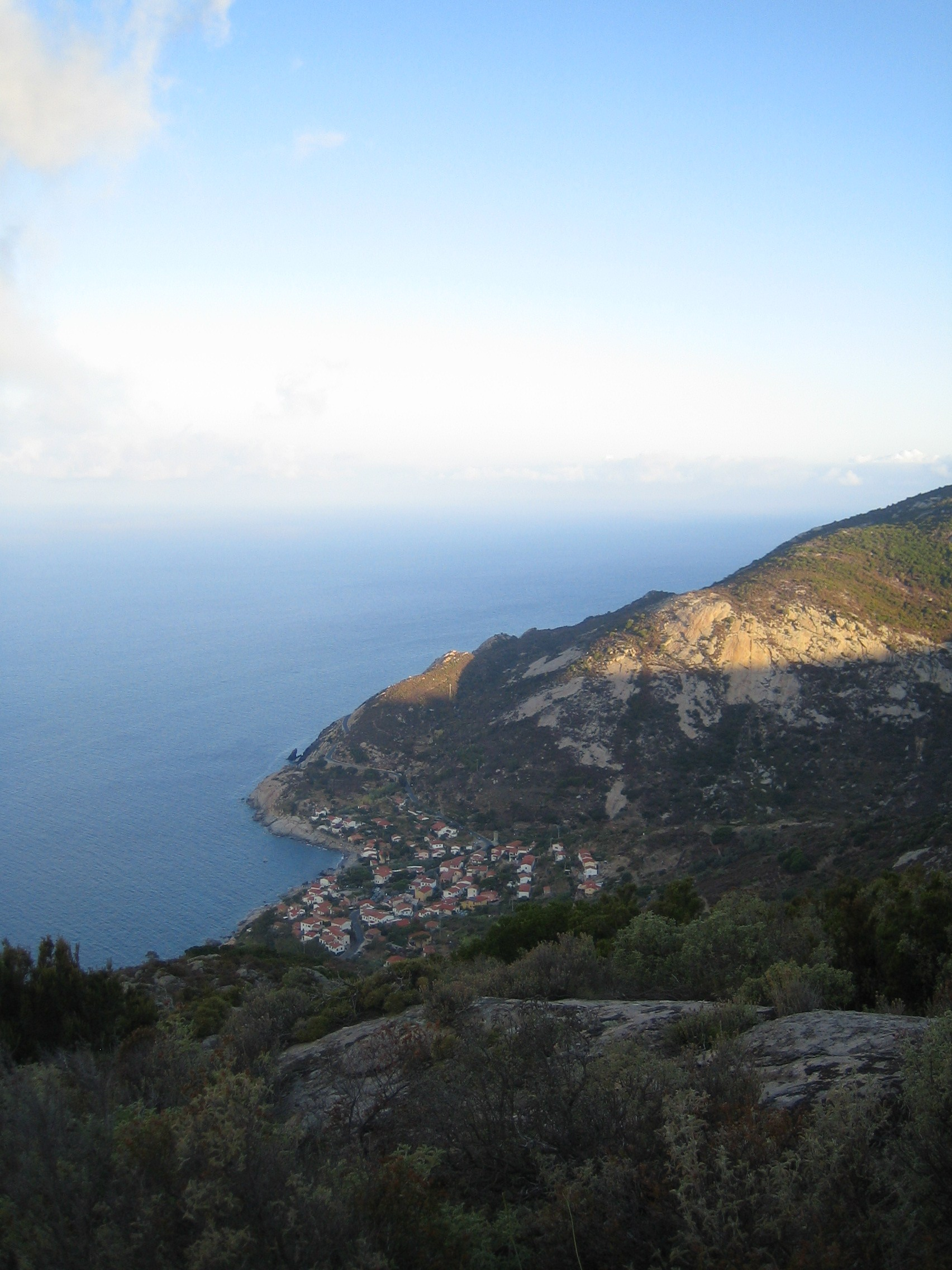
Chiessi

### Colle d'Orano
La frazione di Colle d'Orano dista 6,18 chilometri dal capoluogo di comune, Marciana, a cui appartiene. Il paese, abitato da 76 residenti, si trova a 140 metri sul livello del mare, ed è infatti l'unico della Costa del Sole che non sorge sul mare.
La spiaggia del paese, Le Buche, è raggiungibile attraverso due irti sentieri che scendono a mare dal paese.

### Chiessi
Chiessi è una frazione del comune di Marciana; località costiera sulla punta occidentale dell'isola, si trova a sud-ovest di Marciana da cui dista circa 13 km. Il paese si estende sulle prime pendici dei monti Il Capo e Colle di San Bartolomeo, da cui scendono il Fosso di Chiessi (o della Gneccarina) e il Fosso dei Cotoni e, lungo la costa, è compreso fra Punta del Timone e Punta della Testa, che incorniciano la Cala di Santa Maria. Il piccolo borgo costiero è formato per lo più da piccole case intonacate di bianco ed è caratterizzato da un'insolita scogliera liscia e bianca.

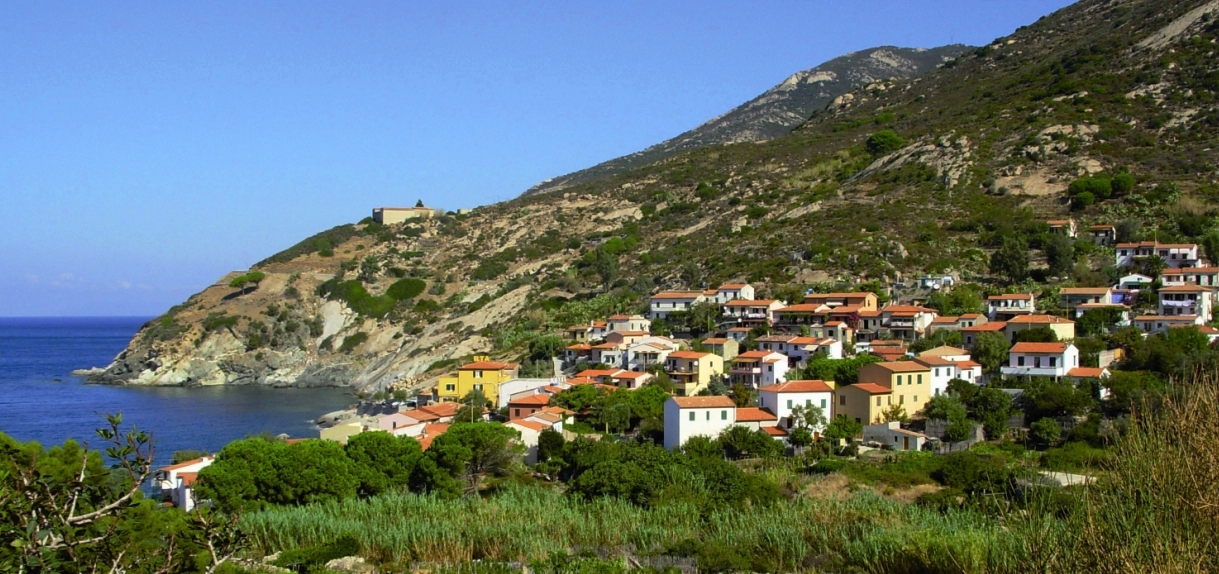
Pomonte

### Pomonte
Pomonte è una frazione del comune di Marciana, il cui nucleo originario, attestato dai documenti tra il XIII ed il XIV secolo, si trovava a 460 m di altitudine in una vallata dell'entroterra, la più estesa dell'isola. L'antico villaggio, uno dei comuni dell'Elba medievale, venne distrutto, secondo la tradizione storiografica, durante gli attacchi di Ariadeno Barbarossa (1534) e di Dragut (1553). Nell'attuale paese si trovano la chiesa di Santa Lucia (edificata nel 1913) e la cappella di santa Filomena (già attestata nel 1840).
Sul fondale presso il paese, nelle vicinanze dello Scoglio dell'Ògliera, giace il relitto dell'Elviscot, affondato nel 1972.

### Seccheto
La frazione di Seccheto fa parte del comune di Campo nell'Elba, il paese si trova fra le frazioni di Fetovaia e Cavoli. È formato da case colorate che salgono su per la Vallebuia e incorniciano la bianca spiaggia del paese.

## Le spiagge

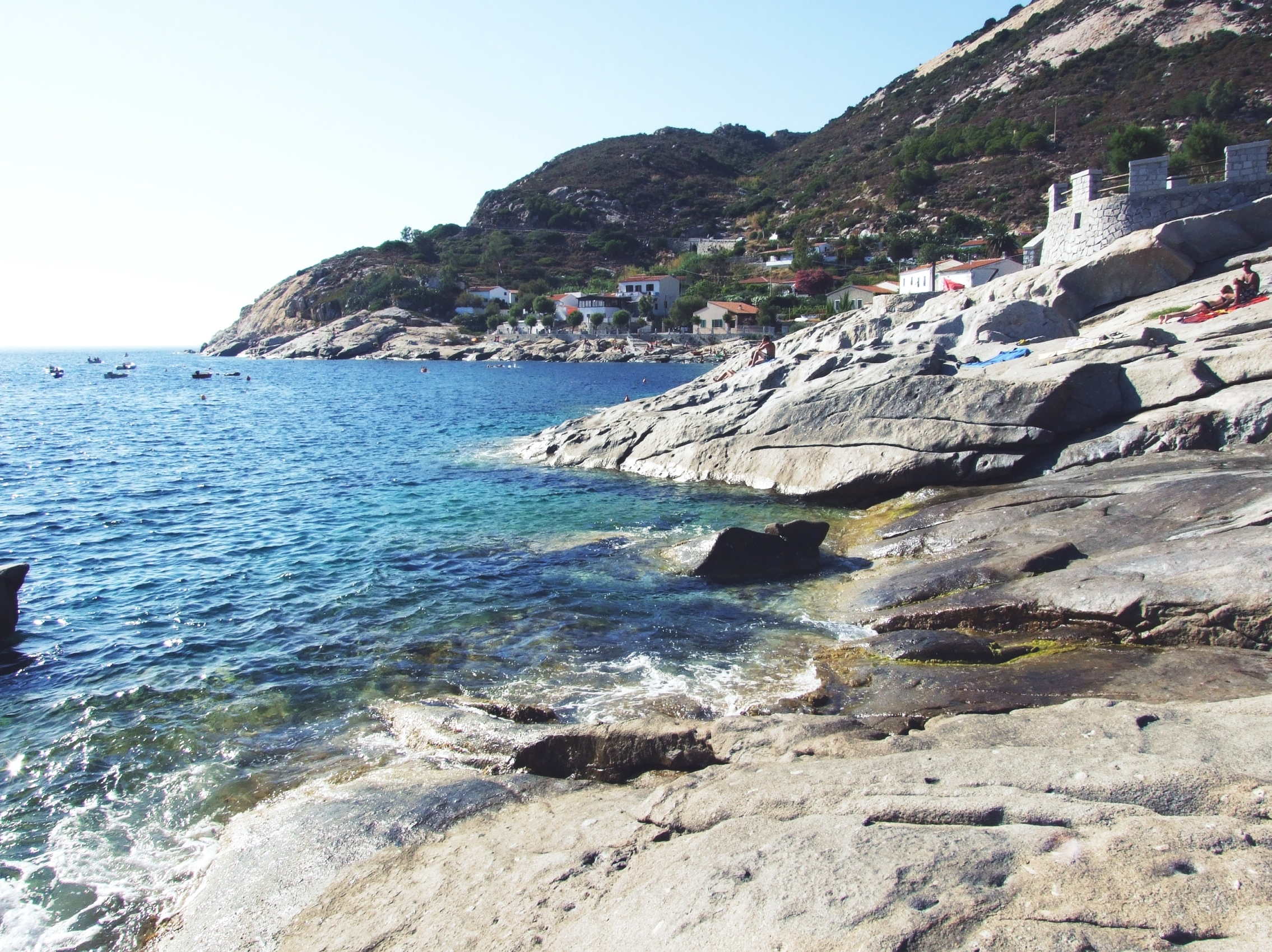
Le cosiddette "pietre albe" (bianche, appunto), su cui sorge Chiessi.

Lungo la costa si trovano numerose spiagge, che si incuneano fra la scogliera rocciosa dell'isola. Ma se quelle più a sud sono caratterizzate da un fondo sabbioso, formato da piccolissimi frammenti di granito bianco, quelle più a nord sono formate invece da ciottoli e ghiaia.

### Spiaggia delle Pietre Albe
Questa spiaggia, che è situata presso il paese di Chiessi, si trova in mezzo a degli scogli bianchi e lisci, da cui prende il nome. La spiaggetta è formata da ghiaie altrettanto bianche. Sul fondale prospiciente la baia giace un'antica nave romana databile al I secolo, che all'origine conteneva un cospicuo numero di anfore di produzione iberica e delle Baleari e lingotti di bronzo.

### Spiaggia del Relitto
Questa è una delle spiagge del paese di Pomonte; è formata da ciottoli e ghiaia di colore piuttosto scuro. 

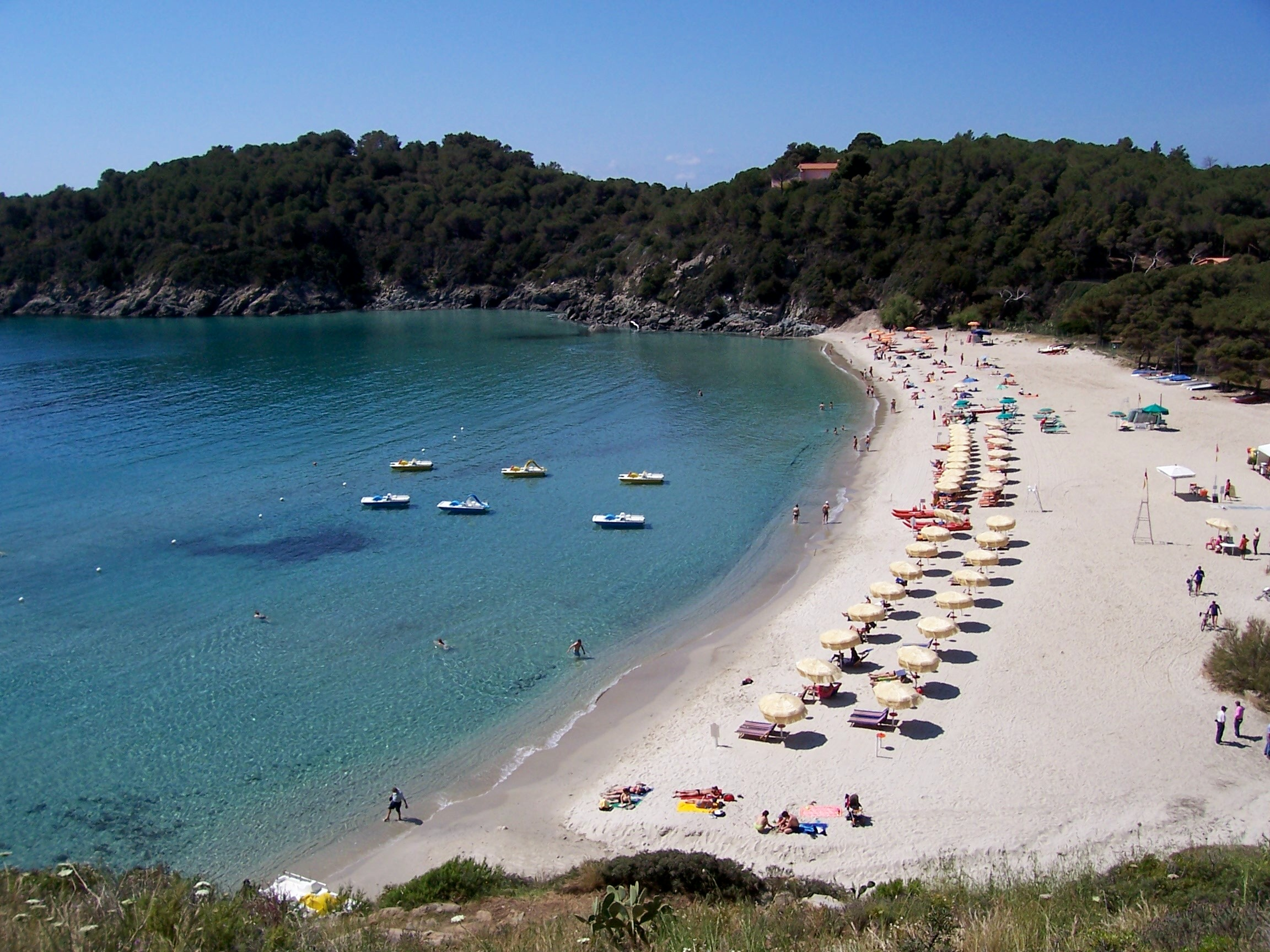
Fetovaia

Il nome deriva dal relitto della nave mercantile Elviscot, raggiungibile a nuoto, presso lo Scoglio dell'Ògliera. La nave affondò nel 1972 e giace a circa 16 metri di profondità, pertanto è molto apprezzata da chi pratica snorkeling o immersione subacquea.

### Spiaggia di Fetovaia
La spiaggia di Fetovaia è ritenuta una delle più belle dell'isola: protetta da uno stretto promontorio, è caratterizzata da un fondo formato da fine sabbia bianca, cosa che contribuisce alla colorazione turchese della baia, e si estende per circa 200 metri. D'estate parte della spiaggia è attrezzata con ombrelloni e lettini, parte è invece libera. Molte barche a vela gettano l'ancora nella sua ampia e protetta baia.

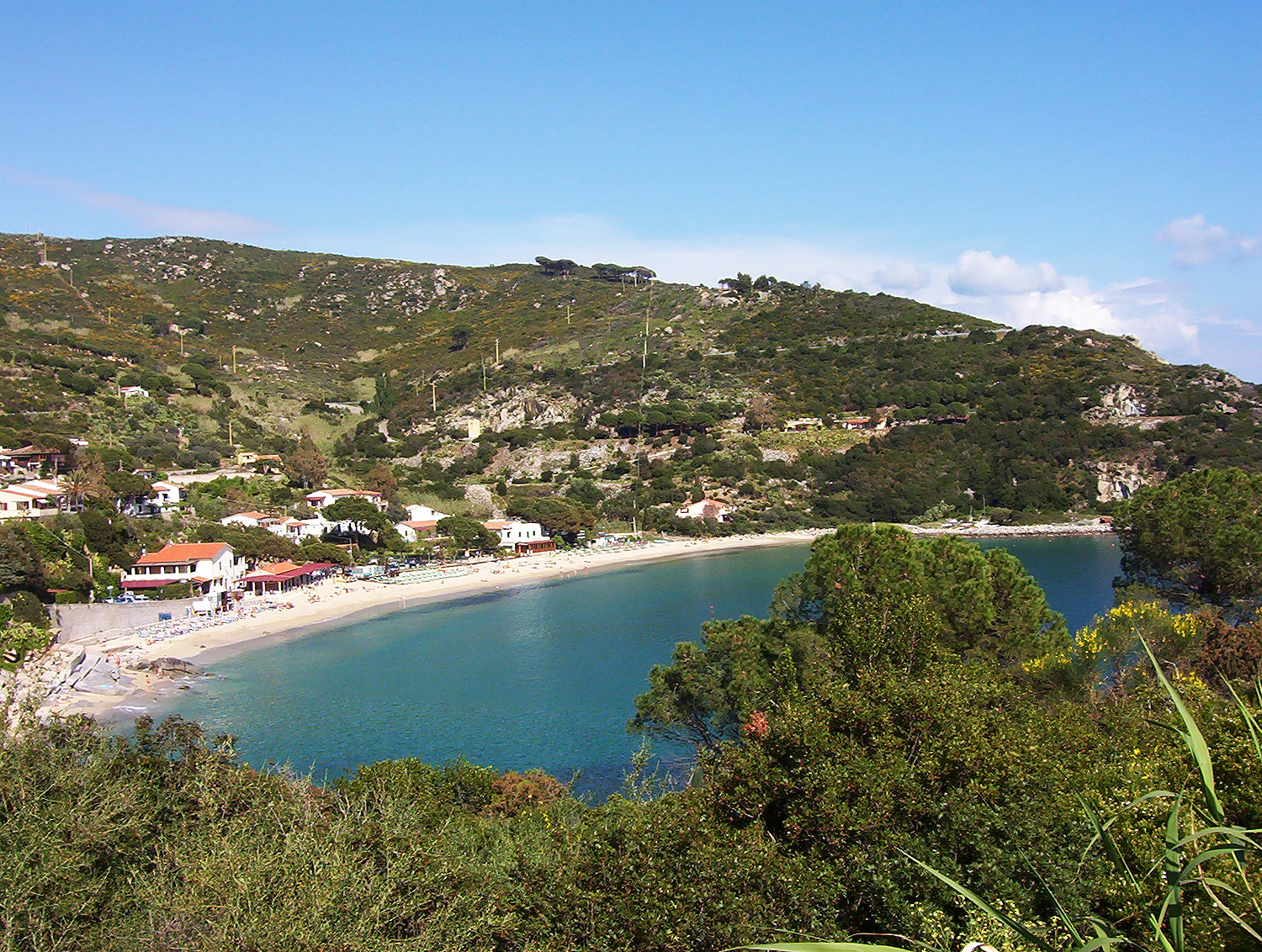
Cavoli

### Spiaggia di Seccheto
La spiaggia del paese di Seccheto, piuttosto rinomata, si trova ai piedi del paese ed ha una lunghezza di 130 m e un fondo di sabbia bianca.

### Spiaggia di Cavoli
Cavoli è una spiaggia situata fra il capoluogo del comune di cui fa parte, Marina di Campo, e la frazione di Seccheto; insieme alla spiaggia di Fetovaia rappresenta il binomio delle spiagge elbane più frequentate ed apprezzate. Ha una lunghezza di 300 m ed è caratterizzata da un fondo sabbioso bianco, formato dallo sgretolamento del granito, come è tipico in questa zona dell'isola. Presso la spiaggia si trova la Grotta Azzurra, chiamata anche Grotta di Mare, visitabile con i pedalò e piccole imbarcazioni

## La Via delle Essenze
La Via delle Essenze è un sentiero dedicato agli escursionisti che percorre tutta la Costa del Sole. Inaugurato nell'aprile 2011, il percorso è lungo circa 15 km e collega tutte le località della Costa del Sole, da Colle d'Orano a Cavoli, attraversando Chiessi, Pomonte, Fetovaia e Seccheto, completamente immersi nella macchia mediterranea e nel Parco Nazionale dell'Arcipelago Toscano.

## Coltivazione della vite
Un tempo all'isola d'Elba una delle principali voci economiche era rappresentata dalla coltivazione della vite. Questa attività era particolarmente sviluppata lungo la Costa del Sole, proprio per il suo caratteristico clima mite e favorevole. Infatti ancora oggi lungo la costa si possono scorgere i vecchi muretti a secco coperti dalla vegetazione.

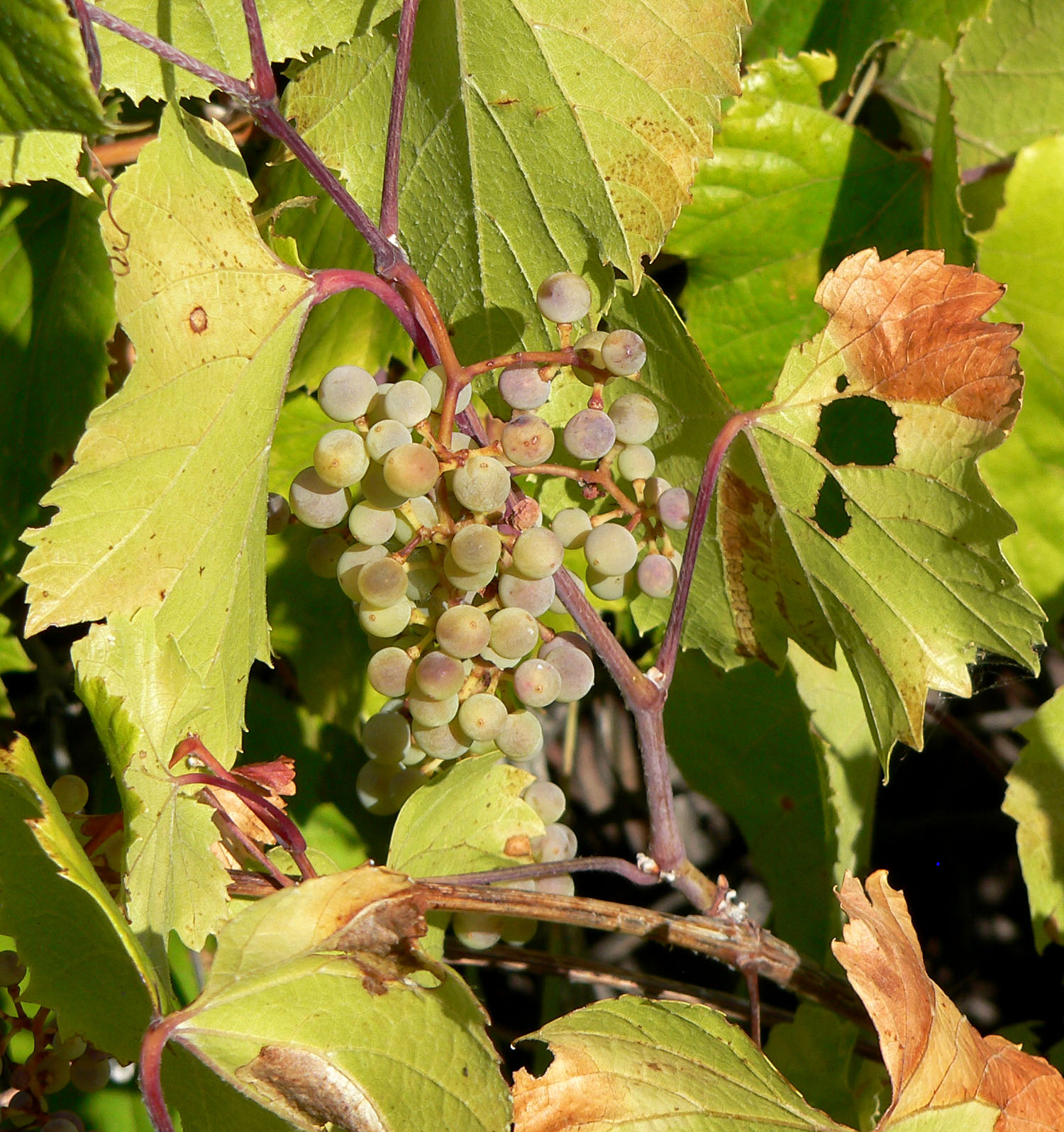

Il metodo tradizionale di coltivazione consisteva nella messa a dimora dei magliuoli e la palatura a capannelli nel mese di febbraio. Le uve principalmente usate erano il procanico, il biancone e il sangioveto. Si procedeva poi con la potatura nel periodo di gennaio degli anni successivi, quindi la zappatura, a gabbione, a marzo, per continuare con la spollonatura a maggio e la vendemmia a settembre. La spremitura avveniva attraverso l'ammostatura fatta coi piedi in gabbie di legno poggiate su palmenti(pile in muratura aperte superiormente e dotate di sifone inferiormente). Quindi avveniva la fermentazione e vari travasi in botti; il vino era poi inviato via mare (Pomonte e Seccheto erano i principali scali). 
Attraverso una seconda spremitura dei grappoli si otteneva un vino aspro denominato appondatura o vinella.

## Galleria d'immagini

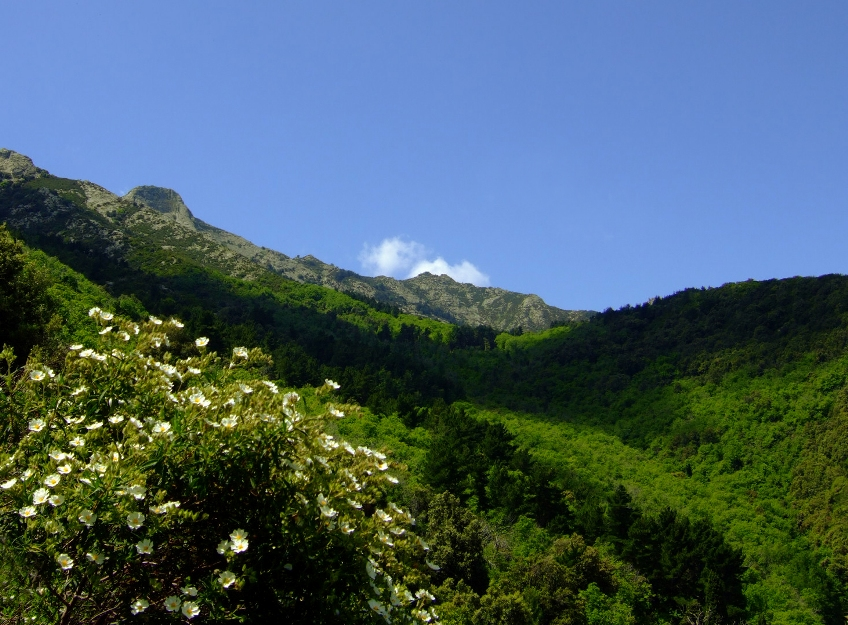
Una vallata del Monte Capanne.
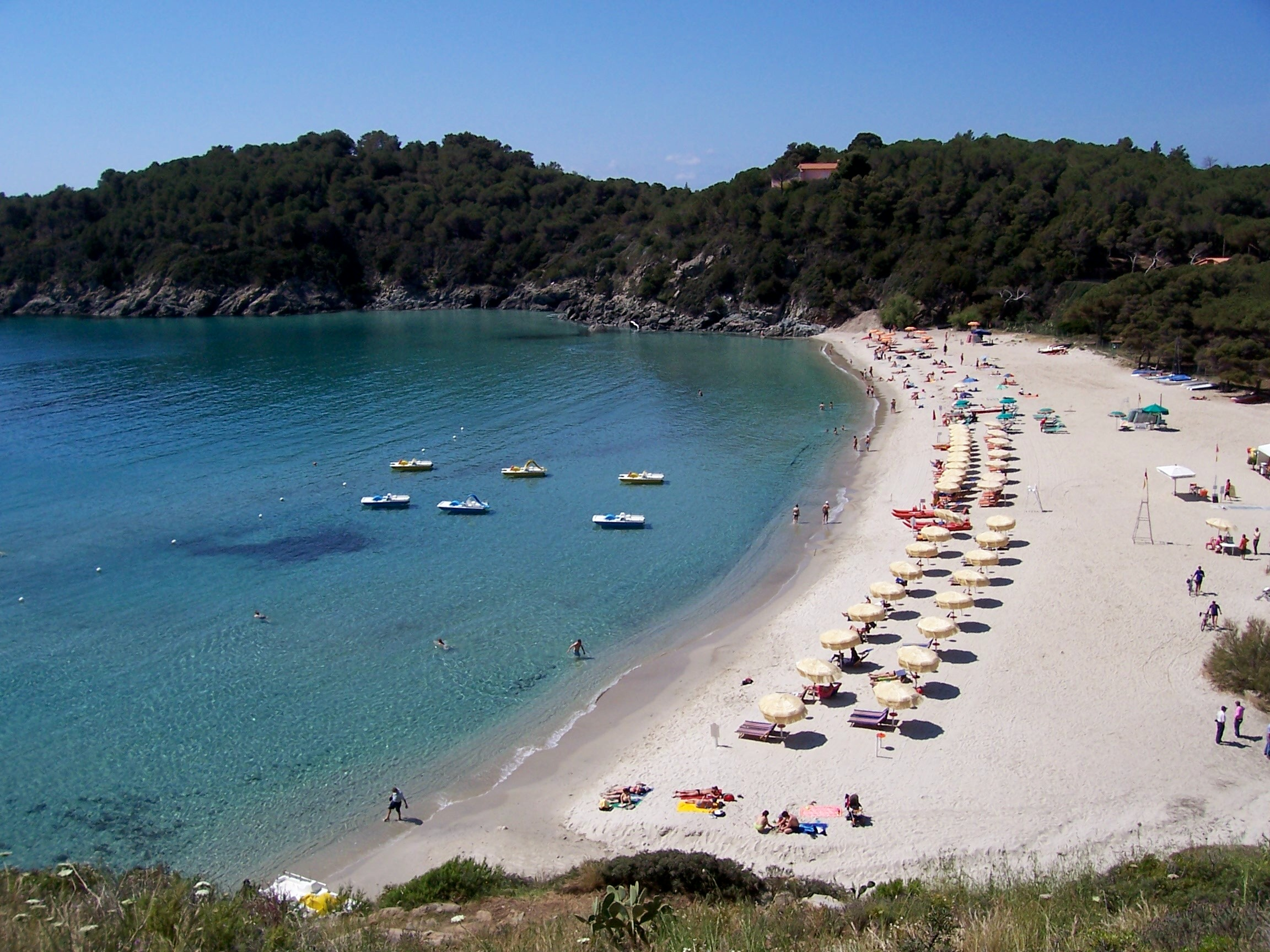
Fetovaia
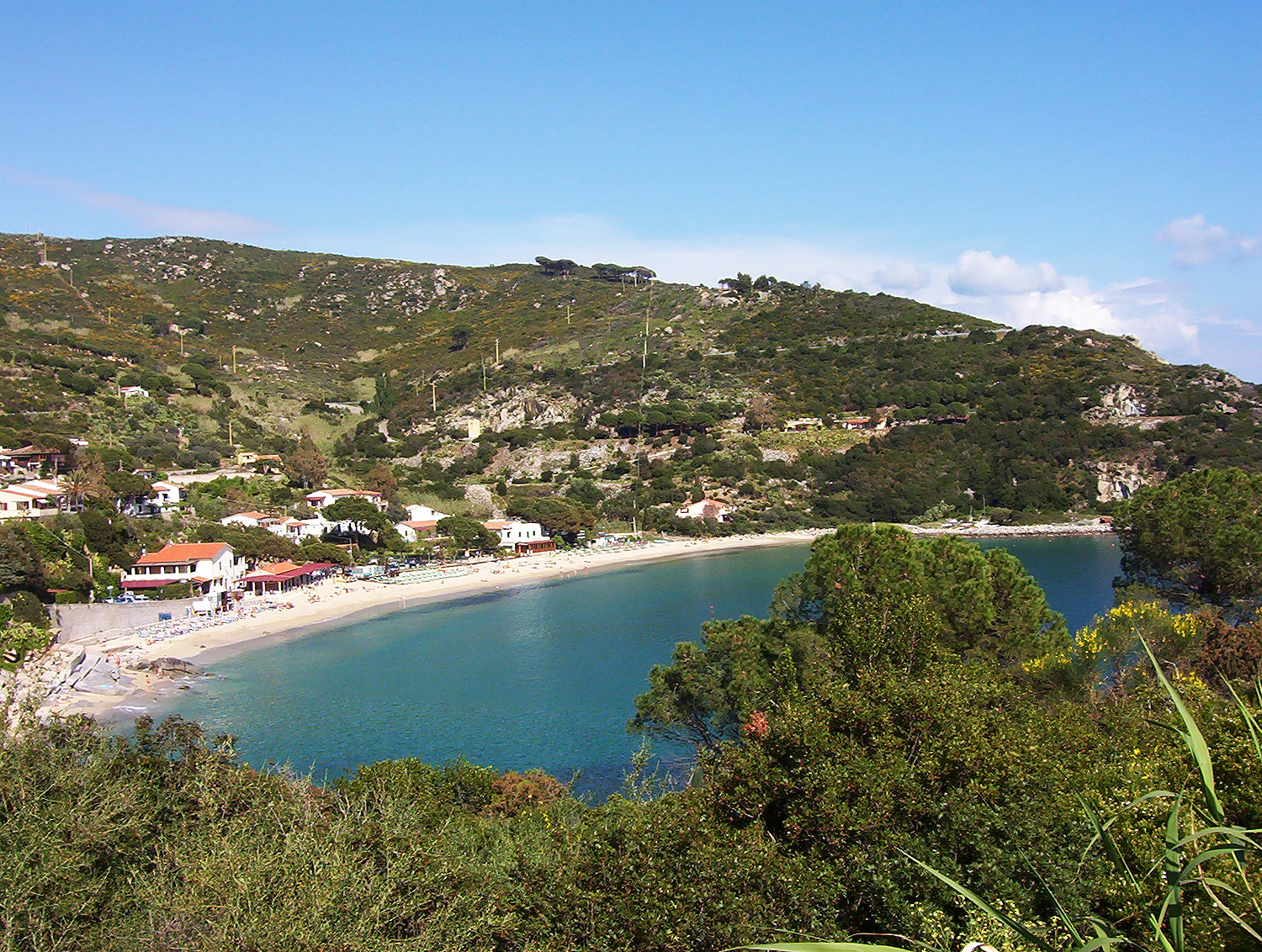
Cavoli